# Heavily Indebted Poor Country
Legenda colori:- Verde scuro: Paesi pienamente qualificati per l'annullamento del debito.
- Verde chiaro: Paesi qualificati per l'annullamento parziale del debito.
- Giallo: Paesi che potrebbero entrare nel programma ma non ne sono ancora coinvolti.

Gli stati riconosciuti come Heavily Indebted Poor Countries (HIPC).
Legenda colori:- Verde scuro: Paesi pienamente qualificati per l'annullamento del debito.- Verde chiaro: Paesi qualificati per l'annullamento parziale del debito.- Giallo: Paesi che potrebbero entrare nel programma ma non ne sono ancora coinvolti.

Con Heavily Indebted Poor Countries (in acronimo HIPC, in italiano "nazioni povere pesantemente indebitate") si indica un programma internazionale promosso nel 1996, congiuntamente dal Fondo Monetario Internazionale (International Monetary Fund, IMF) e della Banca Mondiale.
L'iniziativa ha lo scopo di aiutare i paesi più poveri del mondo portando il loro debito pubblico a un livello sostenibile, sotto la condizione che i loro governi dimostrino di raggiungere determinati livelli di efficienza nella lotta alla povertà.
Fra le iniziative che furono protagoniste nel portare il tema del debito pubblico dei paesi poveri all'attenzione internazionale c'è il movimento per la cancellazione del debito, sostenuto da diverse organizzazioni non governative negli anni immediatamente precedenti al Giubileo del 2000.
Il programma HIPC è stato oggetto di critiche rispetto ai criteri eccessivamente restrittivi per l'ammissione delle nazioni povere, e per il fatto che alcune delle misure che le nazioni devono adottare per essere ammesse al programma, secondo alcuni, contribuiscono all'impoverimento di tali nazioni.

## Storia
Il programma, che fu oggetto di revisione e riforme nel 1999, ha identificato 38 nazioni particolarmente bisognose, di cui 32 nell'Africa subsahariana. A oggi (dato del 2020) 37 nazioni hanno ricevuto fondi nell'ambito del programma, per un totale superiore ai 100 miliardi di dollari:
- Afghanistan
- Benin
- Bolivia
- Burkina Faso
- Burundi
- Camerun
- Repubblica Centrafricana
- Ciad
- Repubblica Democratica del Congo
- Comore
- Costa d'Avorio
- Etiopia
- Gambia
- Ghana
- Guinea
- Guinea-Bissau
- Guyana
- Haiti
- Honduras
- Liberia
- Madagascar
- Malawi
- Mali
- Mauritania
- Mozambico
- Nicaragua
- Niger
- Ruanda
- São Tomé e Príncipe
- Senegal
- Sierra Leone
- Somalia
- Tanzania
- Togo
- Uganda
- Zambia